# Комплекс Мадонни-повії

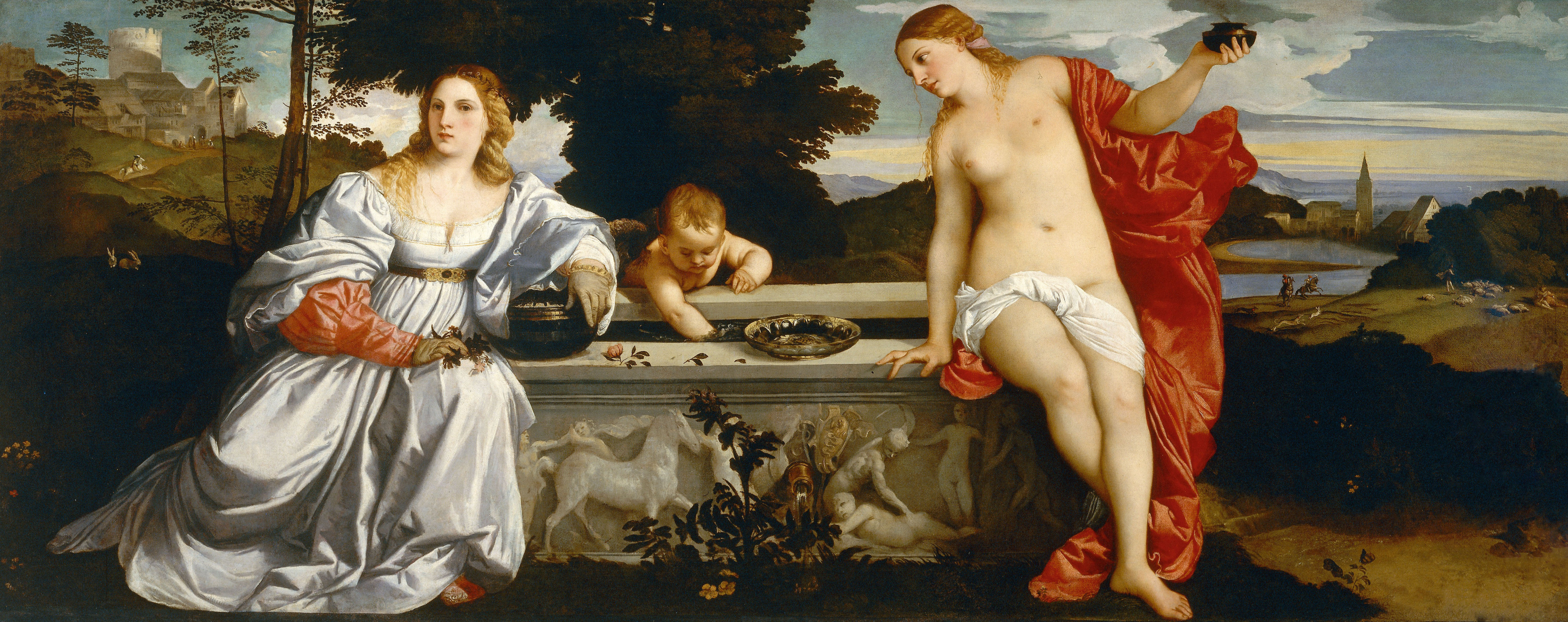
Любов небесна і Любов земна. Тіціан

У психоаналітичній літературі комплекс Мадонни/повії — це нездатність чоловіків підтримувати сексуальне збудження в рамках прихильних, любовних стосунків. Вперше ідентифікований Зигмундом Фрейдом під рубрикою психічної імпотенції. Цей психологічний комплекс розвивається у чоловіків, які бачать у жінках або святих Мадонн, або грішних повій. Чоловіки з цим комплексом прагнуть сексуального контакту з жінками, яких зневажають і не можуть любити, тоді як вони можуть закохатися, але не можуть бажати сексу з жінками, яких поважають. Фрейд писав: «Там, де такі чоловіки люблять, у них немає бажання, а там, де вони хочуть, вони любити не можуть».  Клінічний психолог Уве Гартманн у 2009 році заявив, що комплекс «все ще дуже поширений у сучасних пацієнтів».
У феміністській теорії трактується як особливість чоловічого погляду та форма сексизму. 

## Психоаналітичне трактування

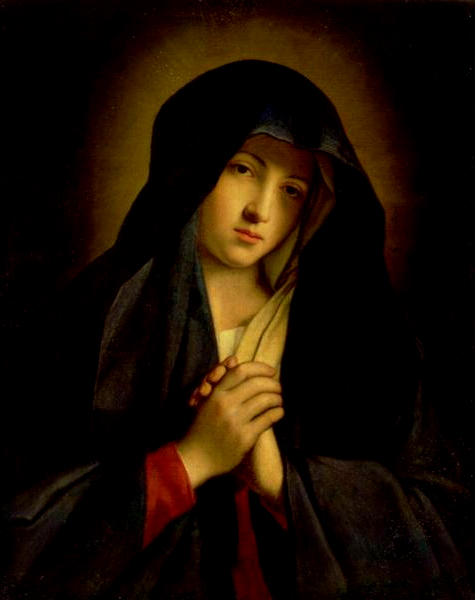
Святу Марію, матір Ісуса, також називають Мадонною

Фрейд стверджував, що комплекс Мадонни-повії був викликаний розколом між прихильністю та сексуальним потягом у чоловічому бажанні. Едіпів комплекс та страх кастрації забороняють прив’язувати прихильність до пережитих в минулому інцестових бажаннях до жінок. Таким чином: «Вся сфера кохання у таких осіб залишається розділеною у двох напрямках, уособлених у мистецтві, як священне та нечисте (або тваринне)». Щоб мінімізувати тривогу, чоловік класифікує жінок на дві групи: жінок, якими він може захоплюватися, і жінок, яких вважає сексуально привабливими. Тоді як чоловік любить жінок у першій категорії, він зневажає та знецінює другу групу. Психоаналітик Річард Туч припускає, що Фрейд запропонував принаймні одне альтернативне пояснення комплексу Мадонни-повії:
«Ця попередня теорія базується не на едиповій кастраційній тривозі, а на первинній ненависті чоловіка до жінок, стимульованій відчуттям дитини, яка була змушена пережити нестерпне розчарування та/або нарцисичну травму з боку матері. Згідно з цією теорією, у зрілому віці хлопець, який став чоловіком, прагне помститися за погане поводження, здійснюючи садистські напади на жінок, замість матері.»
Цілком можливо, що такий розкол може посилитися, коли стражденного виховує холодна, але надмірно опікаюча мати — відсутність емоційного виховання парадоксально зміцнює інцестуальний зв'язок. Такий чоловік часто буде залицятися до когось із материнськими якостями, сподіваючись задовольнити потребу в материнській близькості, незадоволену в дитинстві, лише для того щоб знову пережити ці пригнічені почуття.
Інша теорія стверджує, що комплекс «Мадонна-повія» походить від нібито уявлень про жінок як мадонн чи блудниць у міфології та юдео-християнській теології, а не обмежень у розвитку окремих чоловіків.

## В мистецтві
Любов небесна і Любов земна Тіціана має кілька інтерпретацій.   Оголена жінка на перший погляд здається алегорією нечистого кохання, але оцінки ХХ століття помічають пахощі у її руці та церкву позаду неї.
Джеймс Джойс широко використав полярність Мадонни-повії у своєму романі «Портрет митця замолоду». Його головний герой Стівен Дедал бачить дівчат, якими він захоплюється, вежами зі слонової кістки, придушення його сексуальних почуттів до них зрештою змушує його вимагати повію. Цей смертний гріх спонукає внутрішній конфлікт Стівена.
Альфред Гічкок використовував дихотомію Мадонна-повія як спосіб представляти жінок. У «Запамороченні» (1958), наприклад, Кім Новак зображує двох жінок, яких герой не може примирити: доброчесну, біляву, витончену, сексуально репресовану «мадонну» та темноволосу, самотню, чуттєву «падшу жінку».
У фільмах Мартіна Скорсезе «Таксист» і «Скажений бик» зображені сексуально одержимі герої, обох зіграв Роберт Де Ніро, який демонструє комплекс Мадонни-повії з жінками, з якими спілкується. 

## Феміністична інтерпретація
Наомі Вульф вважала, що сексуальна революція парадоксальним чином посилила важливість розриву цнотливиці і повії, залишивши жінкам боротися з найгіршими сторонами обох образів. Інші вважають, що і чоловікам, і жінкам важко об’єднати чуттєвість та ідеальну жіночність в одних стосунках.
Співачка Мадонна грала з обома образами: «Я завжди любила грати в кішки-мишки зі звичайними стереотипами. Обкладинка альбому Like a Virgin — класичний приклад. Люди думали, ким я прикидаюся — Дівою Марією чи повією? Я хотіла побачити, чи зможу я об’єднати їх разом. Фотографія була заявою про незалежність. Якщо ти хочеш бути незайманою, ласкаво просимо. Але якщо ти хочеш бути повією, це твоє чортове право бути такою».